# Monoski

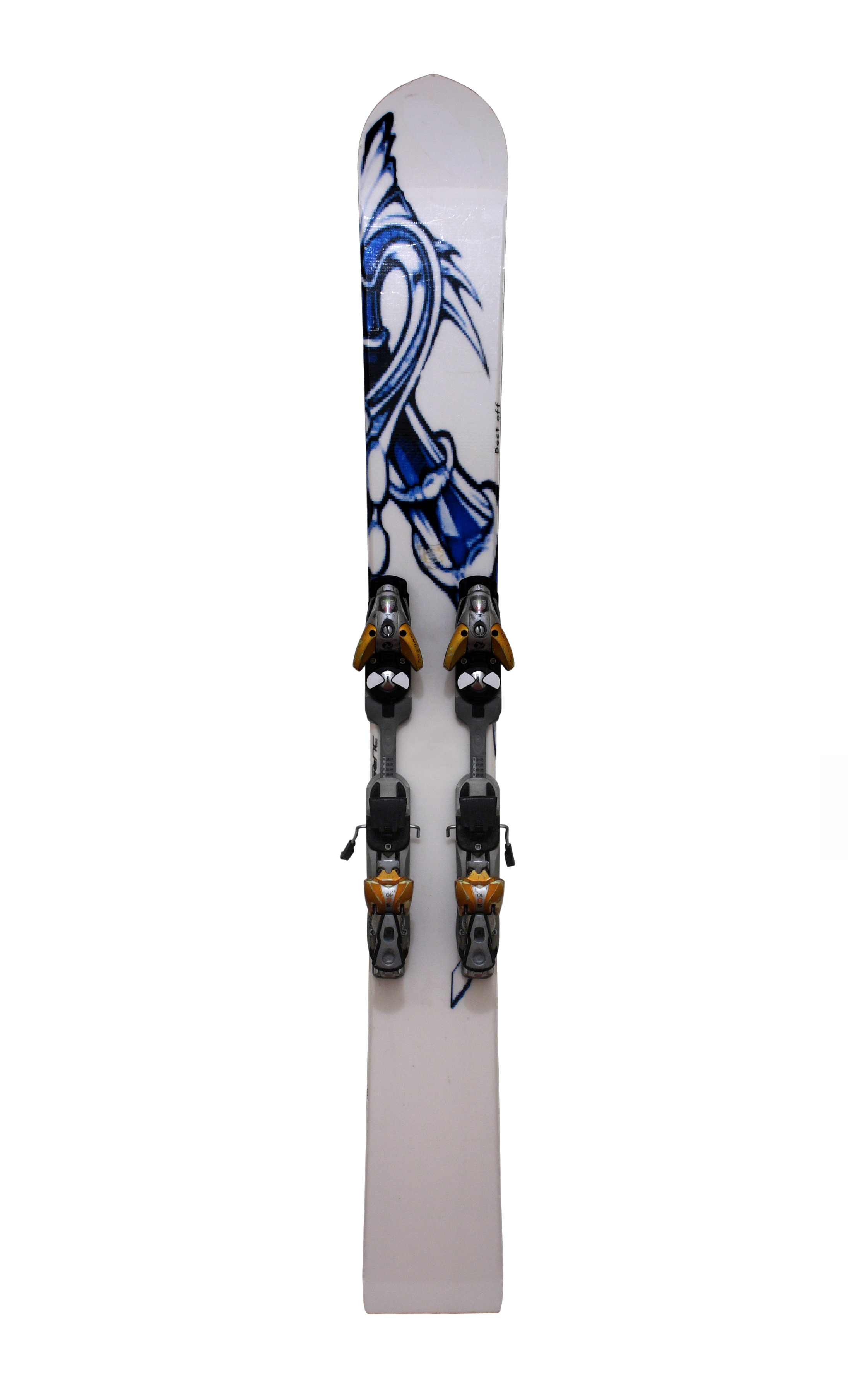
Een monoski

De term monoski kan verwijzen naar twee niet gerelateerde vormen van skiuitrusting.

## De alpine variant
De alpine monoski is een brede ski, gelijkend op een snowboard. In tegenstelling tot het snowboard, waarop de voeten meer dwars geplaatst worden, zijn de voeten op de monoski echter naast elkaar in de skirichting geplaatst. Door deze symmetrische houding ontstaan fraaie beelden bij het Tiefschnee-skiën, op de Buckelpiste en bij het carven. Ook wordt bij het monoskiën, in tegenstelling tot het snowboarden, gebruikgemaakt van gewone skistokken.

### Uitvoeringen
Net als bij de gewone ski's en het snowboard, kent ook de monoski een aantal varianten:
- de oer-monoski, die rechte, parallel lopende kanten had
- de pintail, die al iets meer op de toenmalige alpine ski leek: deze had (net als de oer-monoski) rechte kanten, maar in plaats van parallel liepen deze naar achteren toe naar elkaar toe (de ski was dus aan de achterkant smaller dan aan de voorkant)
- de carver: in navolging op de alpine ski, vinden we ook bij de hedendaagse monoski een getailleerde ski waarmee mooie, gesneden bochten gemaakt worden zonder te rutschen
- de swallowtail (zwaluwstaart), die in feite een reguliere monoski is, zij het dat hij aan de achterzijde een scherpe inkeping heeft. Deze variant komt met zowel bij de oer-monoski, als bij de carver tegen.

### Geschiedenis
De monoski werd in 1961 uitgevonden door de Amerikaan Jack Marchand. In 1969 maakte de surfprofessional Jack Doyle, eveneens een Amerikaan, de eerste versie zoals wij de tegenwoordig kennen. Hij maakte gebruik van materialen en stokken uit de alpine-skiwereld.
Begin jaren tachtig beleefde de monoski zijn grootste populariteit, die echter in de jaren daarna verminderde door de opkomst van het snowboard.
Vandaag de dag is er nog maar een beperkt aantal enthousiastelingen die onderling contact houden in webcommunity's. Toch is de belangstelling nog wel van dien aard, dat een handvol fabrikanten de monoski nog steeds in de diverse varianten maakt.

## De zitski
De mono-zitski is een zitkuip op maat, die gemonteerd is op een verend frame. Daaronder is een normale alpine ski gemonteerd. De balans wordt verkregen door twee korte armkrukski's. De mono-zitski is met name bedoeld en geschikt voor mensen met een dubbele beenamputatie, dwarslaesie, knie- en loopproblemen, functieverlies in de benen etc.

## De mono-waterski
Bij de mono-waterski staat de skiër met beide voeten achter elkaar op één ski. De mono-waterski wijkt niet veel af van de reguliere waterski; het enige zichtbare verschil is een tweede houder voor de voet. Deze heeft echter geen achtersluiting om het in- en uitplaatsen van de voet te vereenvoudigen. Dit wordt met name gedaan voor het starten, wat zeker door beginners, vaak op twee ski's wordt gedaan.